# Extinction du Cénomanien-Turonien
L'extinction du Cénomanien-Turonien, également connu sous le nom d'événement anoxique océanique Cénomanien-Turonien ou événement de Bonarelli, est l'un des deux événements d'extinction anoxique de la période du Crétacé (Crétacé supérieur) (l'autre étant l'événement de Selli, qui s'est déroulé durant l'Aptien, Crétacé inférieur).

## Présentation
| Période                                                    | Séries    | Étage         | Âge (Ma)       |
| ---------------------------------------------------------- | --------- | ------------- | -------------- |
| Paléogène                                                  | Paléocène | Danien        | Plus jeune     |
| Crétacé                                                    | Supérieur | Maastrichtien | 72.2 - 66.0    |
| Crétacé                                                    | Supérieur | Campanien     | 83.6 - 72.2    |
| Crétacé                                                    | Supérieur | Santonien     | 85.7 - 83.6    |
| Crétacé                                                    | Supérieur | Coniacien     | 89.8 - 85.7    |
| Crétacé                                                    | Supérieur | Turonien      | 93.9 - 89.8    |
| Crétacé                                                    | Supérieur | Cénomanien    | 100.5 - 93.9   |
| Crétacé                                                    | Inférieur | Albien        | 113.2 - 100.5  |
| Crétacé                                                    | Inférieur | Aptien        | 121.4 - 113.2  |
| Crétacé                                                    | Inférieur | Barrémien     | 125.77 - 121.4 |
| Crétacé                                                    | Inférieur | Hauterivien   | 132.6 - 125.77 |
| Crétacé                                                    | Inférieur | Valanginien   | 137.05 - 132.6 |
| Crétacé                                                    | Inférieur | Berriasien    | 143.1 - 137.05 |
| Jurassique                                                 | Malm      | Tithonien     | Plus âgé       |
| Subdivision de la période Crétacé selon l'UISG, août 2018. |           |               |                |

Selby et al. (2009) en conclut que l'évènement s'était produit à environ 91,5±8,6 Ma, bien que les estimations publiées par Leckie et al. (2002) sont donnés vers 93-94 Ma. La limite Cénomanien-Turonien a été affinée en 2012 à 93,9 ± 0,15 Ma. Il y a eu une grande perturbation du carbone pendant cette période. Cependant, outre la perturbation du cycle du carbone, il y a également eu de grandes perturbations dans les cycles de l'oxygène et du soufre de l'océan,.

## Cause
Cet évènement anoxique océanique OAE2 est causé par l'activité éruptive du plateau océanique de Kerguelen,.

## Positionnement et conséquences
Cette extinction anoxique sépare les deux premiers étages du Crétacé supérieur, c'est-à-dire le Cénomanien et le Turonien.
Les derniers ichthyosaures et la presque-totalité des pliosaures ont disparu au cours de cette extinction. Seuls trois genres de pliosaures ont survécu et ont pu côtoyer des mosasaures : Megacephalosaurus, Brachauchenius et Polyptychodon,,,.